# Harout Chitilian
Harout Chitilian (arménien classique : Հարութ Շիթիլեան, arménien moderne : Հարութ Շիթիլյան), né en 1980 à Beyrouth, au Liban, est un conseiller de la ville de Montréal du district de Bordeaux-Cartierville au Québec depuis 2009. De 2011 à 2013, il a occupé le poste de président du conseil municipal de la Ville de Montréal et il a présidé la Commission de la présidence. Depuis 2013, il est vice-président du comité exécutif de la Ville de Montréal et responsable des technologies de l’information et de la ville intelligente et numérique. Élu en tant que membre d'Union Montréal, Chitilian a siégé comme conseiller indépendant de décembre 2012 à août 2013, quand il rallie la nouvelle Équipe Denis Coderre.

## Biographie
Né à Beyrouth, au Liban, de parents libanais d'origine arménienne, il immigre au Canada alors qu'il a neuf ans. Après des études à l'école Alex-Manoogian de l'Union générale arménienne de bienfaisance, à Montréal, il termine ses études secondaires dans une école de langue française dans l'ouest de Montréal tout en participant aux programmes de sports de la ville de Montréal en natation, water-polo et basket-ball. En 2004, il a obtenu un diplôme d'ingénieur, spécialisé dans les télécommunications à l'École polytechnique de Montréal.
Après l'obtention de son diplôme, il travaille durant quatre ans pour la firme suédoise Ericsson en tant que consultant international, travaillant dans divers pays afin de bâtir de nouveaux réseaux de télécommunications. De 2007 à 2009, il consultant pour diverses entreprises spécialisées dans le domaine des technologies de l'information et des télécommunications.
En 2009, il est élu conseiller municipal dans l'arrondissement d'Ahuntsic-Cartierville de Montréal dans la circonscription électorale de Bordeaux-Cartierville, sous la bannière d'Union Montréal ayant obtenu 37,7 % des votes. De 2009 à juin 2011, il occupe le poste de président du conseil municipal de la Ville de Montréal, en plus d'être président de la commission de la présidence de la ville et vice-président du Comité consultatif de l'urbanisme dans l'arrondissement. Il a également été membre du comité exécutif de la Conférence régionale des conseillers élus de Montréal, de la Société de développement économique et communautaire de l'arrondissement Ahuntsic-Cartierville et du Conseil d'administration de l'organisation « MR3 Relève »,.
Harout Chitilian a été identifié par le magazine L'actualité en 2011 comme faisant partie des 25 jeunes politiciens québécois de la relève, et a reçu le Prix de la relève de l'Union des municipalités du Québec (UMQ) en 2014.
Le 20 juin 2011, il est élu président du conseil municipal de Montréal, en remplacement du président sortant Claude Dauphin. À 30 ans, il devient le plus jeune président de l'histoire de la ville de Montréal. En décembre 2012, il annonce qu'il quitte le parti Union Montréal sans se joindre à un autre parti, mais qu'il préférait devenir un conseiller indépendant.
Au printemps 2013, il participe au programme des « Personnalités d’avenir » à Paris, à la suite d'une invitation du Ministère des Affaires étrangères de la République française. 
À la suite de la démission de Michael Applebaum en juin 2013, Chitilian est l'un des candidats pour devenir maire intérimaire de Montréal, mais c'est Laurent Blanchard qui l'emporte par 2 voix. En novembre 2013, il est réélu sous la bannière Équipe Denis Coderre avec 48,86 % des votes. En 18 novembre 2013, il est nommé vice-président du comité exécutif de la Ville de Montréal et responsable des technologies de l’information et de la ville intelligente et numérique,.
Sur une autre note, l'un des souhaits d'Harout Chitilian aurait été de prendre part au traité de Gand signé en 1814 qui a mis fin à la guerre de 1812.

## Montréal ville intelligente et numérique
En 2013, le maire de Montréal, Denis Coderre, donne le mandat à Harout Chitilian de faire de Montréal une ville intelligente et numérique,. Cette vision s'est traduite par un plan stratégique et un plan d'action touchant plusieurs aspects de la vie des Montréalais,.
Depuis 2014, on compte plusieurs réalisations comme : l'application InfoNeige, le déploiement du Wi-Fi public gratuit (MtlWiFi),, la numérisation des services municipaux, la création d'un premier accélérateur canadien en ville intelligente InnoCité MTL, le soutien à des événements majeurs tel que le StartupFest.
En décembre 2015,  la Ville de Montréal s'est dotée d'une nouvelle politique de données ouvertes basée sur le principe de libération de données par défaut. En plus du portail de données ouvertes rassemblant plusieurs ensembles de données, la Ville a développé des outils de visualisation de données afin d'en facilité la compréhension. L'Open Cities Index (OCI) a classé Montréal dans le top 3 des villes canadiennes les plus ouvertes en matière de données.  
Ces différentes actions ont permis à ce que le Grand Montréal soit reconnu Communauté de l'année 2016 par l'Intelligent Community Forum (ICF) , organisme qui récompense les villes et communautés intelligentes qui se sont démarquées par leurs actions et leur leadership en la matière.